# Katarina Mazetti
Katarina Mazetti   (Estocolm, 29 d'abril de 1944 - Lund, 30 de maig de 2025) va ser una periodista i escriptora sueca, coneguda autora de novel·les i de literatura infantil i juvenil.

## Biografia
Katarina Mazetti nasqué a Estocolm i va viure a Karlskrona, un port naval del sud de Suècia. El seu cognom prové del seu besavi picapedrer italià que arribà a Suècia al segle xix. Estudià periodisme i començà col·laborant en els diaris locals. Després continuà els seus estudis i obtingué una llicenciatura en literatura i anglès a la Universitat de Lund.
Treballà com a professora en una escola secundària agrícola d'Umeå. Durant 15 anys fou productora de ràdio i reportera en Sveriges Radio P1 (ràdio pública sueca), i participà en programes d'orientació feminista, i programes per a xiquets; fou productora del programa Freja i gerenta del programa Ring.
Al 1988 començà a escriure llibres per a xiquets i joves i debutà amb Här kommer tjocka släkten, redactat en versos hexàmetres clàssics i il·lustrat per Gunna Grähs. El 2007 inicià amb els seus fills un cafè cultural de llibres i pel·lícules clàssiques a Malmö que al 2012 transformà en el centre cultural Poeten på ('El poeta a la cantonada').
Va fer obres en set gèneres literaris: novel·la, conte, poesia, literatura infantil, literatura juvenil, llibres de text i guions de cinema. Ha participat en un llibret de ciència-ficció, en lírica i òpera. Participà en conferències i fires literàries en diferents estats, com ara Alemanya, Anglaterra, Rússia, Canadà, Bèlgica, Líban, Bulgària, Finlàndia i assíduament a França. Els seus llibres s'han traduït a trenta idiomes, més recentment al portuguès i tailandès, entre d'altres.
Els seus referents literaris van ser Anna-Lisa Wärnlöf, William Shakespeare, Mikael Niemi, Fritjof Nilsson Piraten, Angela Carter, Tove Jansson, Ben Elton, Jan Berglin i Christina Kjellson. Els seus personatges literaris preferits són el príncep Myshkin en L'idiota de Dostoievski i Pippi Langstrump de l'escriptora sueca Astrid Lindgren.
Des de 2002 va viure a la localitat sueca de Lund amb la seua família. Tenia 4 fills.

## Obres

### Llibres infantils i juvenils

#### Sèrie Cosins Karlsson
Saga de llibres juvenils sobre les aventures que protagonitzen els 4 cosins Karlsson.
- Kusinerna Karlsson 1: Spöken och spioner (2012)
- Kusinerna Karlsson 2: Vildingar och vombater (2012)
- Kusinerna Karlsson 3: Vikingar och vampyrer (2013)
- Kusinerna Karlsson 4: Monster och mörker (2013)
- Kusinerna Karlsson 5: Skräckbåtingues och Svarta damen (2014)
- Kusinerna Karlsson 6: Pappor och pirater (2015)
- Kusinerna Karlsson 7: Skurkar och skatter (2016)
- Kusinerna Karlsson 8: Fällor och förfalskare (2017)
- Kusinerna Karlsson 9: Trassel och trumpeter (2018)
- Kusinerna Karlsson 10: Döskallar och demoner (2019)

#### Altres llibres de literatura infantil i juvenil
- Här kommer tjocka släkten (1988)
- Köttvars trollformler (1991)
- Grod Jul på Näsbrännan eller Skuggan av en grisa (1993)
- Det är slut mellan Gud och mej (1995)
- Det är slut mellan Rödluvan och vargen (1998)
- Den hungriga handväskan (1998)
- Fjärrkontrolleriet: äventyrs- och kärlekshistoria för barn (2001)
- Tyst! Du är död! (2001)
- Slutet är bara början (2002)
- Tarzans tårar (2003)
- Ottos äventyr (2005)
- Mitt himmelska kramdjur (2007)
- Slump (2008) - Novel·la escrita en col·laboració amb diversos escriptors.

### Novel·les per a adults
- Grabben i gravin bredvid (1998). ("El tipus de la tomba del costat"), ISBN 978-84-96711-90-7.[3] Aquesta novel·la és la seua primera novel·la per a adults i es basa en experiències personals.
- Familjegraven: en fortsättning på romanen Grabben i gravin bredvid (2005) - Continuació d'«El tipus de la tomba del costat»
- Blandat blod (2008)
- Mitt liv som pingvin (2008)
- Berättelser för till- och frånskilda (2013)
- Snö kan brinna (2015)

### Selecció de contes
- Krigshjältar och konduktörer (1999)

### Cançons
- Handbok för martyrer (1993)

### Altres publicacions
- Mazettis blandning (2001)
- Mazettis nya blandning (2004)
- Mazettis julblandning (2006)

## Adaptacions

### Cinema
- 2002: Grabben i gravin bredvid, llargmetratge suec realitzat per Kjell Sundvall, adaptat de la novel·la del mateix nom, traduïda per «El tipus de la tomba del costat». Elisabet Carlsson i Michael Nyqvist.[4] A Suècia el film va ser vist per un milió d'espectadors. Obtingué cinc nominacions als Premis Guldbagge (atorgats per l'Institut Suec de Cinema) en les categories de: Millor director, Millor guió, Millor pel·lícula, Millor actriu principal i Millor actor principal, i Michael Nyqvist n'obtingué el premi Guldbagge com a millor actor principal.

### Teatre
- 2009: Le Mec de la tombe d'à côté ('El tipus de la tomba del costat'), adaptació teatral francesa per Alain Guanyes i dirigida per Panchika Velez; hi actuen Anne Loiret i Vincent Winterhalter.[5] Es reestrena al 2010 amb Sophie Broustal i Marc Fayet en els rols principals al Théâtre de la Renaissance, i continuen amb una gira per França, després s'estableixen novament a París al Théâtre donis Bouffes-Parisiens.[6] A França rebé les nominacions al Premi Molière en les categories d'adaptació-traducció i teatre privat.[7] Al 2016, se'n feu una reestrena amb Stéphane Fievet i Florence Hebbelynck com a actors principals.
- 2012: El tipus de la tomba del costat. Adaptació catalana protagonitzada per Maribel Verdú i Antoni Molero, amb direcció de Josep Maria Pou. S'estrena al Teatre Goya de Barcelona.[8][9][10] Al 2016 es reestrena amb Iker Galartza i Aitziber Garmendia sota la direcció de Begoña Bilbao Lejarzegi, traduïda al basc pel protagonista i guionista Iker Galartza; comença una gira pel País Basc.[11][12]

## Reconeixements i distincions
- 1995. Augustpriset - Nominació[2]
- 1996. Västerbottens-Kurirens kulturpris - Guanyadora
- 2000. Polonipriset - Nominació
- 2007. Acadèmia Sueca - Beca
- 2007. Prix Cévennes du roman européen (Premi Cevenne, millor novel·la europea traduïda al francés) - Nominació
- 2011. Karlskrona kommuns kulturpris (Premi cultural de la municipalitat de Karlskrona) - Guanyadora[13]
- 2011. Piratenpriset - Guanyadora[14]